# Else Alfelt
Else Alfelt (* 16. September 1910 in Kopenhagen; † 9. August 1974 ebenda) war eine dänische Malerin und Mitglied der Künstlergruppe CoBrA.

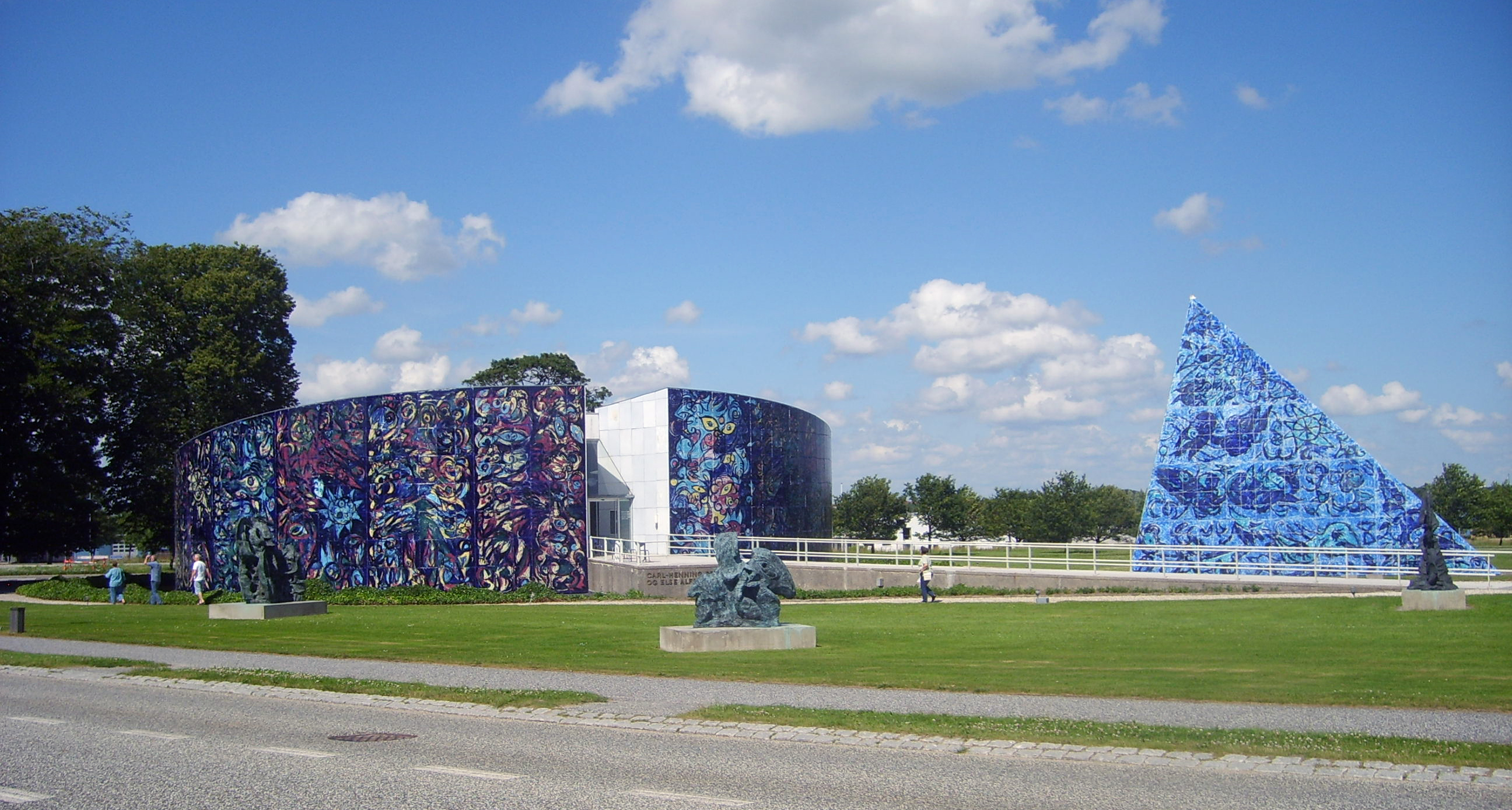
Carl Henning Pedersen & Else Alfelts Museum in Herning

## Leben und Werk
Else Kirsten Tove Alfelt wurde in Kopenhagen geboren. Nach der Scheidung ihrer Eltern verbrachte sie die Zeit zwischen ihrem 7. und 15. Lebensjahr in einem Internat, anschließend besuchte sie Københavns Tekniske Skole, die Handwerksschule in Kopenhagen. Seit ihrem 13. Lebensjahr malte Else Alfelt, mit 17 entdeckte sie die Ölmalerei. Alfelt war als Malerin Autodidaktin.
1933 besuchte sie die Hochschule Den Internationale Højskole in Helsingør. Dort traf sie Carl-Henning Pedersen (1913–2007), der ihr für das Porträt „Der junge Kommunist“ Model saß und den sie später dazu ermutigte, Maler zu werden. Alfelt und Pedersen heirateten 1934 und wurden Eltern zweier Töchter. Ihre erste Einzelausstellung hatte Alfelt in der Kunstgalerie Thorkild Hansen in Kopenhagen. 1942 wurde sie Mitglied der Künstlergruppe Høst.
1948 schrieb Asger Jorn mit Künstlerkollegen ein Manifest, welches von Else Alfelt, Carl-Henning Pedersen, Egill Jacobsen, Ejler Bille, Dahlmann Olsen und Erik Thommesen unterzeichnet wurde. Die Künstlergruppen aus Copenhagen, Brüssel und Amsterdam vereinten sich unter anderem auf Initiative von Asger Jorn am 8. November selben Jahres in einem Café in Paris zu CoBrA.
In jütischen Herning wurde 1976 das Carl-Henning Pedersen og Else Alfelts Museum eröffnet.

## Ausstellungen (Auswahl)
- 1947: Danish Abstract Art mit Ejler Bille, Else Fischer-Hansen, Richard Mortensen, Svavar Guðnason, Henry Heerup and Carl-Henning Pedersen in Göteborgs Konsthall, Göteborg
- 1948: Nordiska Konstnärinnor/Nordische Künstlerinnen Liljevalchs konsthall in Stockholm
- 1949: International Experimental Art Stedelijk Museum, Amsterdam
- 1952: Cobra Carnegie Institute in Pittsburgh

## Auszeichnungen
- 1950: Reisestipendium der Carlsberg-Stiftung
- 1961 Tagea Brandts Rejselegat (deutsch Tagea Brandts Reisestipendium)